# Dół zażuchwowy

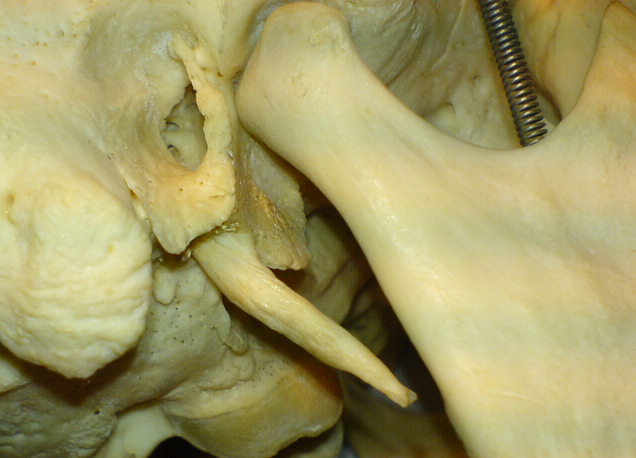
Dół zażuchwowy

Dół zażuchwowy (łac. fossa retromandibularis) – w anatomii człowieka przestrzeń należąca do okolicy głębokiej twarzy. Jest zawarta między gałęzią żuchwy a wyrostkiem sutkowym kości skroniowej. W głąb sięga do wyrostka rylcowatego i bocznej ściany gardła.
Dół zażuchwowy ograniczony jest od przodu przez gałąź żuchwy i mięsień skrzydłowy przyśrodkowy, od tyłu przez  wyrostek sutkowy kości skroniowej, mięsień mostkowo-obojczykowo-sutkowy i tylny brzusiec mięśnia dwubrzuścowego, od góry przez część bębenkową kości skroniowej i ścianę dolną przewodu słuchowego zewnętrznego, a przyśrodkowo – przez wyrostek rylcowaty kości skroniowej, więzadło rylcowo-gnykowe, więzadło rylcowo-żuchwowe i mięśnie przyczepiające się do wyrostka rylcowatego (mięsień rylcowo-gnykowy, mięsień rylcowo-gardłowy, mięsień rylcowo-językowy).
Zawarta jest w nim część głęboka ślinianki przyusznej. Przez jej miąższ w obrębie dołu zażuchwowego przebiegają: nerw twarzowy i jego gałęzie końcowe (górna i dolna, wytwarzające splot przyuszniczy), końcowy odcinek tętnicy szyjnej zewnętrznej i jej podział na tętnicę skroniową powierzchowną, tętnicę szczękową oraz tętnicę uszną tylną, żyła zażuchwowa, naczynia chłonne z towarzyszącymi im węzłami. W górnej części dołu zażuchwowego biegnie też nerw uszno-skroniowy, oddający gałązki unerwiające śliniankę przyuszną czuciowo i przywspółczulnie.